# Scleronotus
Scleronotus – rodzaj chrząszczy z rodziny kózkowatych. 

## Zasięg występowania
Przedstawiciele tego rodzaju występują w Ameryce Południowej od Peru i Wenezueli na płn. po Brazylię na płd.

## Systematyka
Do Scleronotus zaliczanych jest 11 gatunków:
- Scleronotus angulatus
- Scleronotus anthribiformis
- Scleronotus egensis
- Scleronotus flavosparsus
- Scleronotus hirsutus
- Scleronotus monticellus
- Scleronotus scabrosus
- Scleronotus stigosus
- Scleronotus stupidus
- Scleronotus tricarinatus
- Scleronotus virgatus.